# Wzgórza Strzegomskie
Wzgórza Strzegomskie (niem. Striegauer Berge, 332.11) – według podziału fizycznogeograficznego Jerzego Kondrackiego mezoregion wchodzący w skład Przedgórza Sudeckiego.

## Położenie
Wzgórza położone są na najbardziej wysuniętym na północny zachód krańcu Przedgórza Sudeckiego, pomiędzy dolinami Nysy Szalonej i Strzegomki. Na południowym zachodzie od Sudetów oddzielone są Obniżeniem Podsudeckim, od strony zachodniej graniczą z Równiną Chojnowską, na północnym zachodzie na małym odcinku graniczą z Równiną Legnicką, w kierunku północnego wschodu łagodnie przechodzą w Równinę Wrocławską, a od południowego wschodu graniczą z Równiną Świdnicką.

## Podział
Wzgórza Strzegomskie dzielą się na:
- Wzgórza Jaroszowskie – część wschodnia
- Wzgórza Rogoźnickie – część północna
- Wzgórza Gniewkowskie – część zachodnia
- Wzgórza Strzegomskie – część centralna i południowa
- Wzgórza Imbramowickie - część północno-zachodnia

## Historia
Około 500 lat p.n.e. na szczycie góry Bazaltowej znajdowało się prasłowiańskie grodzisko obronne. Prawdopodobny najazd Scytów w V w. przed narodzeniem Chrystusa zniszczył warownię, która nigdy nie została odbudowana. Odkrycia archeologicznego na Górze Bazaltowej dokonano w latach 30 XX w. Były to pozostałości po kulturze łużyckiej.
W okresie pierwszego tysiąclecia naszej ery, a w szczególności w okresie cesarstwa rzymskiego na Śląsk docierały tabory kupców wędrujących po szlakach bursztynowych. Miały one wpływ kulturowy i handlowy na tutejszą ludność. Potwierdzają to znalezione w okolicach Strzegomia złote, srebrne i brązowe monety z różnych okresów imperium Rzymu.  
W okresie V i VI w. plemiona słowiańskie ostatecznie zasiedliły dorzecze Odry. Także w okolicach ówczesnych „Trzech Gór” zamieszkiwała ludność, która zaczęła uprawiać rolnictwo, hodowlę zwierzęcą i handel. Dogodne miejsce na przecinających się szlakach handlowych było na tyle ważne, że ok. drugiej połowy IX w. wybudowano gród obronny na szczycie Góry Swarnej (obecnie do połowy zniesiona przez eksploatację granitu góra Zwycięstwa), leżącej ok. 4 km na pół.-wsch. od dzisiejszego miasta. Gród zaliczał się do jednego z największych na Dolnym Śląsku w tamtych czasach. Miał ponad 5 ha powierzchni. 
W X w., kiedy Śląsk wszedł w skład wczesnopolskiego państwa, grodzisko na Górze Zwycięstwa przestało funkcjonować. Natomiast założono na Górze Bazaltowej na miejscu wcześniejszego grodziska, warowną kasztelanię, która miała ochraniać leżące nieopodal nad brzegami Strzegomki (zgodnie z pierwszymi zapisami kronikarskimi nazywana była Czisla lub Cisla) rozrastające się osiedle handlowe. Warownia kasztelańska w Strzegomiu zaliczała się do systemu grodów obronnych rozciągających się przez cały Dolny Śląsk wzdłuż Sudetów.
W okolicy wzgórz 4 czerwca 1745 roku miała miejsce jedna z bitew wojen śląskich – bitwa pod Dobromierzem.

## Opis
Wzgórza według podziału fizycznogeograficznego Jerzego Kondrackiego i W. Walczaka stanowią mezoregion o powierzchni ok. 513 km², wchodzący w skład Przedgórza Sudeckiego. Są najniższą częścią Przedgórza, a z powodu otaczających je równin wyglądają dość imponująco. Najwyższym wzniesieniem jest Krzyżowa Góra. We Wzgórzach wyróżnia się trzy pasma: pasmo południowe – najwyższe, zbudowane z granitu, pasmo środkowe – ciągnące się na północ od linii Rogoźnica – Goczałków Górny – Jaroszów, w którym dominują kopulaste wierzchołki dochodzące do 288 m, oraz pasmo północne – najniższe.

### Budowa geologiczna
Pod względem geologicznym wzgórza obejmują fragment bloku przedsudeckiego. Stanowi je płaska granitowa intruzja wieku karbońskiego, w obrębie zmetamorfizowanych łupków paleozoicznych, przebita żyłami bazaltu, który tworzy kulminacje szczytowe w postaci izolowanych garbów osiągających prawie 360 m wysokości. Skały krystaliczne (granity, hornfelsy, łupki łyszczykowe, fyllity) pokrywa płaszcz skał osadowych – mułki, iły z cienkimi wkładkami węgli brunatnych, kaoliny, gliny, piaski i lessy.

### Krajobraz
Krajobraz wzgórz przedstawia krajobraz pogórza niskiego. Najwyższe wzniesienia nie przekraczają 360 m n.p.m. Obszar jest słabo porośnięty lasem, dominują w nim wzgórza porośnięte lasami mieszanymi, na których występują wychodnie skalne. Jest to teren zaludniony, większość obszaru zajmują pola uprawne i łąki. Krajobraz przeobrażony, w znacznym stopniu zurbanizowany. Wzdłuż koryt rzek ciągną się pasy zieleni z drzew liściastych, liczny jest również starodrzew w formie przydomowych nasadzeń. Charakterystyczne, zwłaszcza w południowej części, są liczne kamieniołomy, w których wydobywa się granit, bazalt i kaoliny.

### Rzeźba
Cały obszar pasma jest górzysty, pofałdowany, poprzecinany głębokimi korytami rzek na segmenty z wyraźnie zaznaczonymi wzniesieniami, o kopulastych zalesionych szczytach. Z krajobrazu wzgórz znika powoli bazaltowa Góra Szeroka, która eksploatowana od XVI do XX wieku zachowała już tylko szczątkową formę.

## Klimat
Klimat kształtuje się nieco odmiennie niż na pozostałych obszarach Dolnego Śląska, stanowi swoisty mikroklimat obejmujący szczególnie Górę Krzyżową, którą porasta niespotykana gdzie indziej w tej strefie ciepłolubna roślinność. Z jednej strony oddziałują na klimat wiatry południowo-zachodnie z kierunku Gór Sowich i Karkonoszy, a przede wszystkim charakterystyczne dla Sudetów i Dolnego Śląska wiatry fenowe. Na wzgórza przedostaje się jako prąd suchy i bardzo ciepły. Na terenie wzgórz występuje przewaga deszczów letnich, powodowana przez masy wilgotnego powietrza przechodzące na Przedgórze Sudeckie przez Bramę Morawską. Średnioroczne opady wynoszą ok. 600 mm wody. Najniższe temperatury notuje się w styczniu, najwyższe w lipcu. Panujący mikroklimat ma korzystny wpływ na produkcję rolniczą.

## Wody
Wzgórza Strzegomskie należą do zlewiska Morza Bałtyckiego, położone są w dorzeczu Odry, między rzekami Strzegomką i Nysą Szaloną (dopływem Kaczawy) zbierającymi wody ze wzgórz.